# 葉拉涅茨區

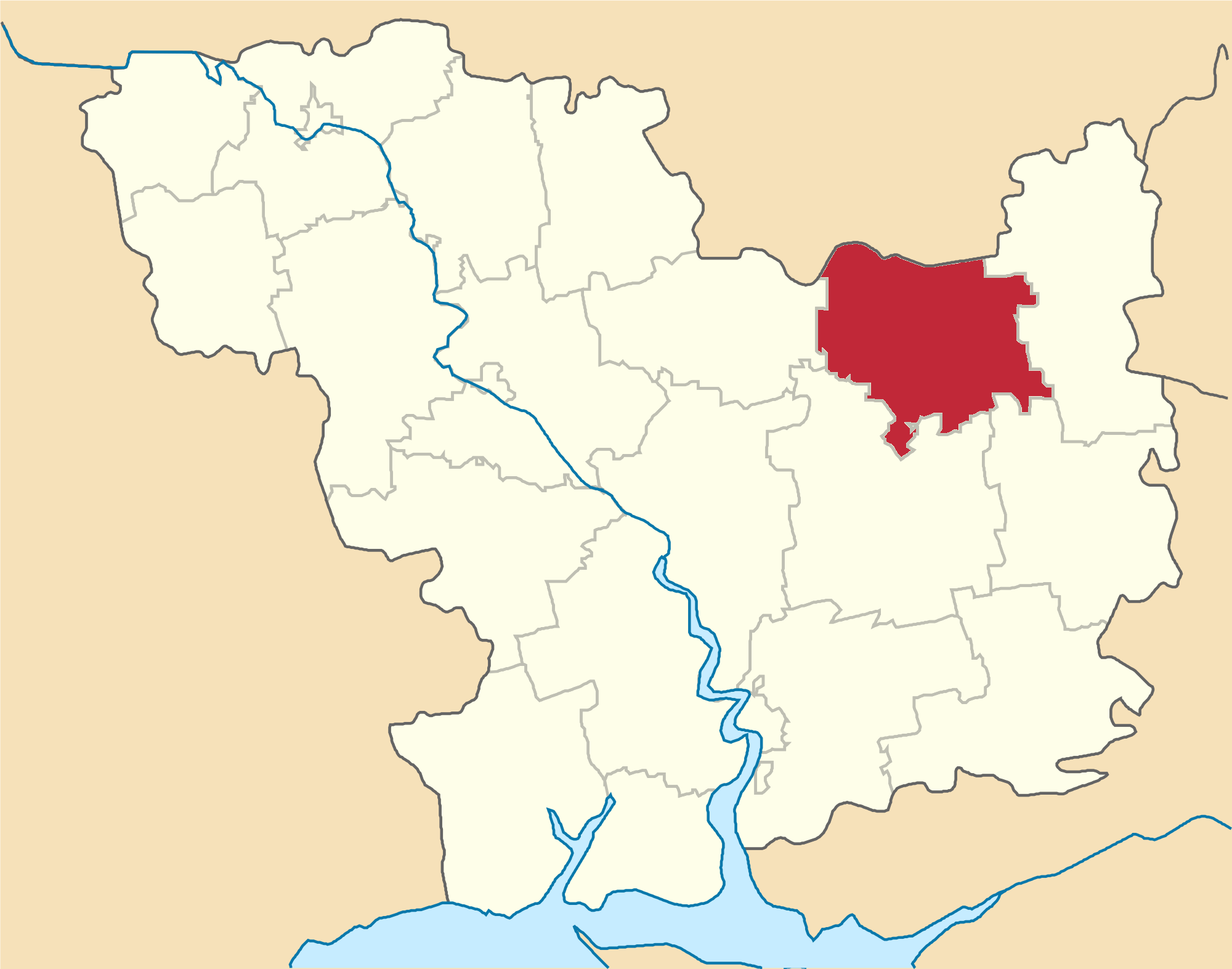
叶拉涅茨区在尼古拉耶夫州的位置

葉拉涅茨區（羅馬化：Yelanets'kyy rayon）是位於烏克蘭南部尼古拉耶夫州的一個舊區，行政中心为葉拉涅茨，並於2020年被撤銷，其范围合并至新的沃兹涅先斯克区。撤销前該區面積1,017平方公里，2013年人口15,832，人口密度每平方公里15.6人。